# پیتین
پیتین (به چکی: Pitín) یک منطقهٔ مسکونی در جمهوری چک است که در ناحیه اوهرسکه هرادیشتی واقع شده‌است. پیتین ۲۳٫۰۵ کیلومتر مربع مساحت و ۹۵۶ نفر جمعیت دارد و ۳۲۴ متر بالاتر از سطح دریا واقع شده‌است.